# Bani Salih
Bani Salih – miejscowość w Egipcie, w muhafazie Bani Suwajf. W 2006 roku liczyła 10 171 mieszkańców.